# Pseudoleucon japonicus
Pseudoleucon japonicus is een zeekommasoort uit de familie van de Leuconidae. De wetenschappelijke naam van de soort is voor het eerst geldig gepubliceerd in 1964 door Gamo.